# Jetée de Cromer
Pour les articles homonymes, voir Pier.

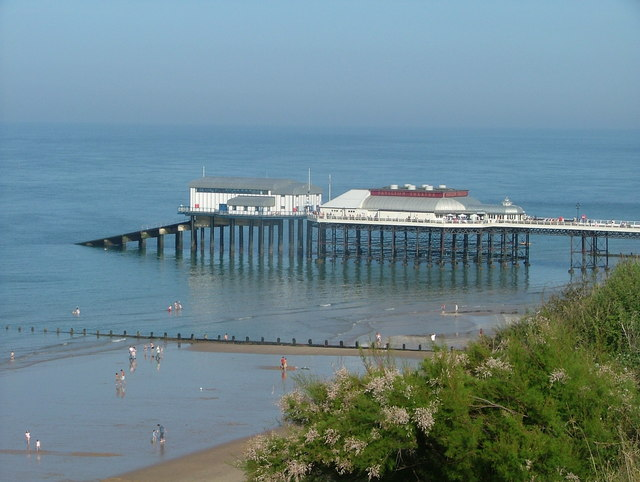
Cromer Pier

La jetée de Cromer (Cromer Pier) est une jetée aménagée située sur la plage de Cromer dans le comté de Norfolk en Angleterre. D'une longueur de 151 mètres, il est dessiné par Douglass et Arnott et construit en 1900 par Alfred Thorne.
Il accueille sur son pont le service de sauvetage en mer (Cromer Lifeboat Station) et le Théâtre-pavillon (Pavilion Theatre), salle d'animation et de spectacles entourée de quelques commerces et services.

## Galerie de photos

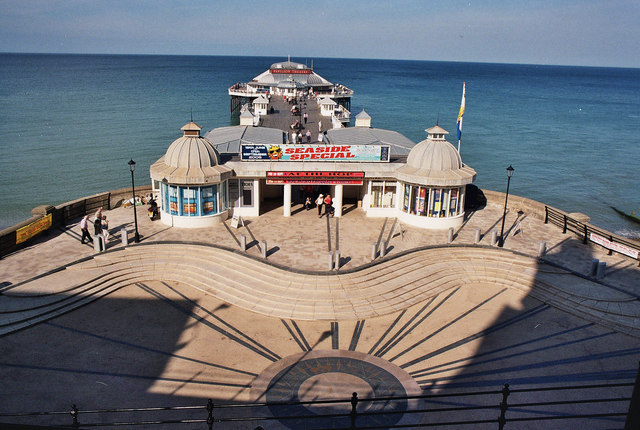
Portique d'entrée du Cromer Pier
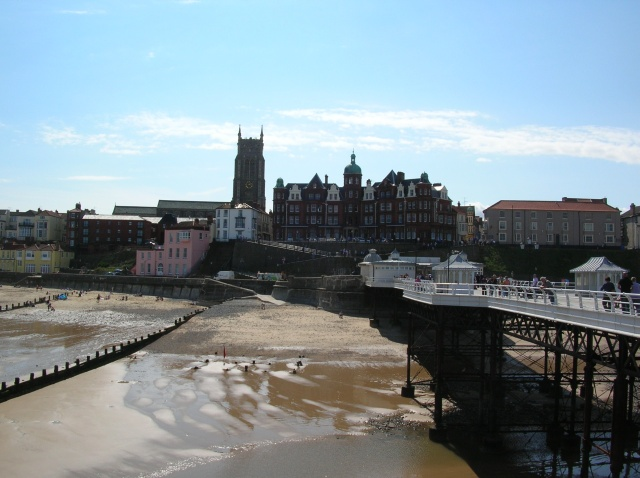
Cromer Pier et la ville en arrière-plan
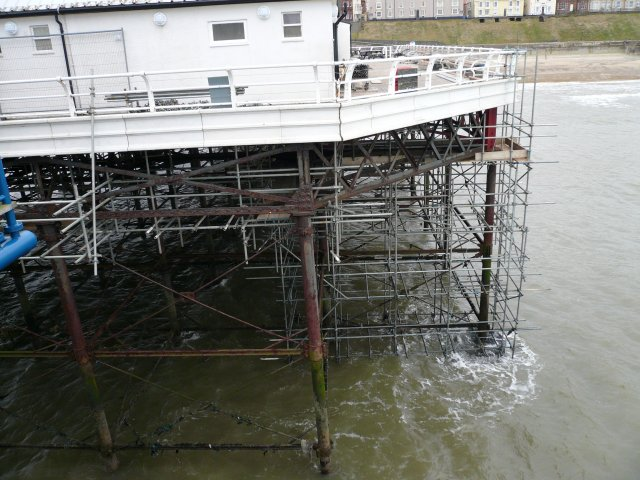
Centre de sauvetage